# Zieleniec (Wielbark)
Zieleniec (deutsch (Groß) Radzienen, 1938 bis 1945 Hügelwalde) ist ein Dorf in der polnischen Woiwodschaft Ermland-Masuren. Es gehört zur Gmina Wielbark (Stadt- und Landgemeinde Willenberg) im Powiat Szczycieński (Kreis Ortelsburg).

## Geographische Lage
Zieleniec liegt in der südlichen Mitte der Woiwodschaft Ermland-Masuren, 18 Kilometer südöstlich der Kreisstadt Szczytno (deutsch Ortelsburg).

## Geschichte
Die älteste Erwähnung des Dorfes fand 1719 statt, als in der Willenberger Amtsrechnung ein „Radziener Theerofen“ genannt wurde. 1724 wurde der Teerofen unter dem Namen „Zielenietz“ erwähnt, und 1763 fand man Angaben über ein „Schatulldorf Radzienen alias Zielenietz“. Als um 1800 drei Einzelgehöfte von „Klein Radzienen“ (heute polnisch Zieleniec Mały) verzeichnet wurden, fand sich auch vermehrt der mit dem Zusatz versehene Ortsname „Groß Radzienen“, der später nur noch für einen Wohnplatz innerhalb der Landgemeinde Radzienen stand.
Zwischen 1874 und 1945 war die Gemeinde Radzienen in den Amtsbezirk Fürstenwalde (polnisch Księży Lasek) eingegliedert, der zum ostpreußischen Kreis Ortelsburg gehörte. Im  Jahre 1910 zählte Radzienen 641 Einwohner, und 1933 waren es 536.
Aufgrund der Bestimmungen des Versailler Vertrags stimmte die Bevölkerung in den Volksabstimmungen in Ost- und Westpreussen am 11. Juli 1920 über die weitere staatliche Zugehörigkeit zu Ostpreußen (und damit zu Deutschland) oder den Anschluss an Polen ab. In Radzienen stimmten 444 Einwohner für den Verbleib bei Ostpreußen, auf Polen entfielen 6 Stimmen.
Am 3. Juni – offiziell bestätigt am 16. Juli – 1938 wurde Radzienen aus politisch-ideologischen Gründen der Abwehr fremdländisch klingender Ortsnamen in „Hügelwalde“ umbenannt, wobei der Name wahrscheinlich nach dem in der Dorfgemarkung gelegenen Mühlenberg gewählt worden ist. Ein Jahr später zählte das Dorf 533 Einwohner.
Die 1945 in Kriegsfolge erfolgte Überstellung des gesamten südlichen Ostpreußen an Polen betraf auch (Groß) Radzienen alias Hügelwalde, das die polnische Namensform „Zieleniec“ erhielt. Heute ist das Dorf mit dem Sitz  eines Schulzenamtes (polnisch Sołectwo) eine Ortschaft im Verbund der Stadt- und Landgemeinde Wielbark (Willenberg) im Powiat Szczycieński (Kreis Ortelsburg), bis 1998 der Woiwodschaft Olsztyn, seither der Woiwodschaft Ermland-Masuren zugehörig. Im Jahre 2011 zählte Zieleniec 141 Einwohner.

## Kirche
Evangelischerseits war (Groß) Radzienen resp. Hügelwalde bis 1945 in die Kirche Fürstenwalde (polnisch Księży Lasek) in der Kirchenprovinz Ostpreußen der Kirche der Altpreußischen Union eingegliedert. Heute gehört Zieleniec zur evangelischen Pfarrei in Szczytno (Ortelsburg) in der Diözese Masuren der Evangelisch-Augsburgischen Kirche in Poen.
Für die römisch-katholischen Einwohner des Dorfes war vor 1945 die Pfarrei in Groß Leschienen (polnisch Lesiny Wielkie) im damaligen Bistum Ermland zuständig – und ist es auch noch heute, jetzt allerdings dem Erzbistum Ermland zugehörig.

## Schule
Die Schule in Radzienen/Hügelwalde wurde unter der Regierung Friedrich Wilhelms III. gegründet. Sie hatte 1939 zwei Klassen, 1936/38 erfolgte ein Umbau der Sanitäranlagen.

## Verkehr
Zieleniec liegt ein wenig abseits vom Verkehrsgeschehen, wohl aber treffen innerorts mehrere Nebenstraßen aus Orten der Nachbarregion zusammen. Eine Anbindung an den Bahnverkehr besteht nicht.